# Martta Martikainen-Ypyä

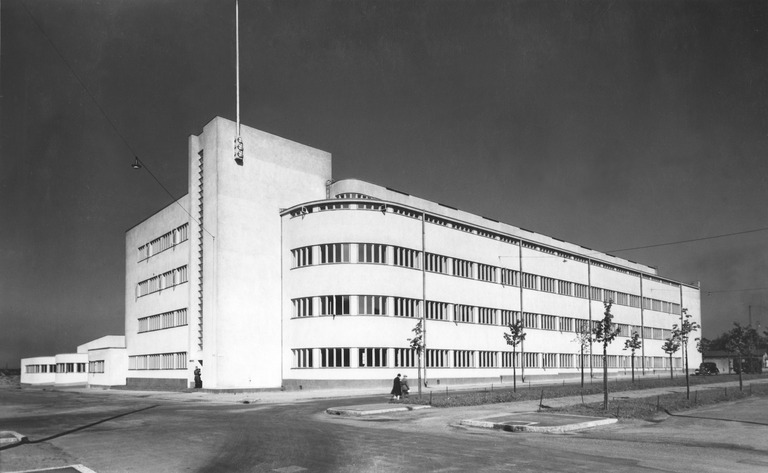
Bilbataljonens kaserner i Tölö.

Martta Irene Martikainen-Ypyä, född Martikainen 19 september 1904 i Idensalmi, död 17 december 1992 i Helsingfors, var en finländsk arkitekt. Hon var gift med Ragnar Ypyä.
Martikainen utexaminerades från Tekniska högskolan i Helsingfors 1932. Redan 1928 hade hon börjat praktisera vid försvarsministeriet, där hon stannade till 1936. Under denna tid ritade hon bland annat Bilbataljonens, sedermera Gardesbataljonens kaserner i Tölö i Helsingfors (1935), vilka räknas till de främsta funktionalistiska byggnadsverken och senare kom att utgöra förebild för den så kallade Tölöfunkis-stilen. Under tiden till 1970 var hon verksam i Helsingfors och Viborg samt i Köpenhamn och Stockholm, där hon 1944–1950 tjänstgjorde vid HSB, först som planerare och senare som planeringschef. Tillsammans med maken ritade hon ett flertal betydande industri-, sjukhus- och bostadsbyggnader. Av hennes övriga verk kan nämnas Starckjohanns affärshus i Lahtis, Hesperia sjukhus i Helsingfors och Åbo universitetssjukhus.